# Harpellomyces abruptus
Harpellomyces abruptus är en svampart som beskrevs av Lichtw., M.M. White & Colbo 2001. Harpellomyces abruptus ingår i släktet Harpellomyces och familjen Harpellaceae.   Inga underarter finns listade i Catalogue of Life.